# Renuka rita
Renuka rita es una especie de coleóptero de la familia Monotomidae.

## Distribución geográfica
Habita en Sikkim, en el noroeste de la India.